# Динес, Александр Александрович
Александр Александрович Динес (род. 1961) — российский (саратовский) тележурналист; автор и ведущий телеигры «Маркиза» и развлекательной программы «Семь шляп». Член Академии Российского телевидения с 2010 года.

## Биография
Родился 16 ноября 1961 года в Саратове. Сын историков Александра Самуиловича Динеса (1921—1984) и Елены Ивановны Динес (1925—1998).
Окончил филологический факультет Саратовского государственного университета в 1984 году и Саратовский экономический институт (заочное отделение, 1994 год).
С 1984 года работал в ГТРК «Саратов» помощником режиссёра в литературно-драматической редакции, затем — автором и ведущим.
В числе известных проектов — «Маркиза» (с 1993 года) и телеигра «Семь шляп» (2003—2010 годы).
Был арт-директором Всероссийского фестиваля телевизионных программ и фильмов «ТелеПроФи» (2007, 2009 и 2010 годы).
По материалам телепрограммы «Маркиза» издано три книги «Маркиза. Страницы телевизионной игры».
Брат — историк В. А. Динес (род. 1948).

## Телепередачи и документальные фильмы
- Маркиза (с 1993 года)
- Семь шляп (2003—2010)
- Дневники Собиновского фестиваля (с 1993 года, ежегодно)
- До третьего звонка… (1997—1999)
- Московские встречи (2001)
- Листья Маркизы (с 2020 года)
- На концерте Зураба Соткилавы (1996)
- Монтсеррат (1997)
- Беседы с соседом (2015)
- Если бы я была твоей собакой… (2005)
- Памяти Елены Образцовой (2015)
- «Мне скучно, бес!» или «Мне — 200! Мне — 250!» (1999)
- Вот и листья собрали в костры… (1988)
- Клочки из записок титулярного советника Аксентия Поприщина

## Радиопередачи
- Листья Маркизы (с 2020 года)[4]

## Участие в теле- и радио-программах
- Люди дела (НМХ Свободные, 10.07.2015)
- Вечера над Волгой (декабрь 2015)
- Интервью радио Шансон (июль 2015)
- 2022 — «Между строк» (Серебряный дождь Саратов)[5]
- 2022 — «Акценты» (Россия 1 Саратов)[6]

## Награды
Александр Динес — обладатель награды «Золотое перо России» (за программу «Маркиза», 2009 год) и премии «ТЭФИ-Регион» за передачу «7 шляп» в номинации «Развлекательная программа» (2010 и 2012 годы). Финалист Российского национального телевизионного конкурса ТЭФИ за высшие достижения в области телевизионных искусств (программа " Маркиза " 2009 год). Имеет более 40 призов и дипломов Всероссийских и международных фестивалей.